# Barbados
Barbados je otoška država na meji med Karibskim morjem in Atlantskim oceanom. Ta država v Malih Antilih leži vzhodno od otoka Svetega Vincencija in vzhodno do jugovzhodno od otoka Svete Lucije, ki spadata v glavno verigo maloantilskih otokov.
Država-otok je dolg 34 km, širok 23 km in pokriva površino 432 km2. Leži v zahodnem delu severnega Atlantika, 100 km vzhodno od vetrovnih otokov in Karibskega morja. Glavno in največje mesto je Bridgetown. Gospodarstvo temelji na proizvodnji in turizmu, pri čemer je Barbados znan predvsem kot ena vodilnih turističnih destinacij v Karibih.
Sedanja država je naslednica kolonialne posesti Britanskega imperija, ki je pridobil oblast nad otokom v prvi polovici 17. stoletja. Kmalu se je ekonomija osredotočila na pridelavo sladkornega trsa na plantažah, na katerih so delali črnski sužnji, uvoženi iz Afrike. Večina sedanjih prebivalcev je potomcev teh sužnjev, ki so že v drugi polovici 17. stoletja predstavljali večinsko prebivalstvo otoka. Britanci so ukinili suženjstvo leta 1833, premožni lastniki plantaž pa so obdržali vodilno vlogo v politiki vse do sredine 20. stoletja. Leta 1961 je Barbados pridobil suverenost in se leta 1966 formalno osamosvojil, a je ostal pod britansko krono. 55 let kasneje, 30. novembra 2021 se je Barbados tudi formalno ločil od britanske krone in postal republika.

## Demografija

### Religije
Religije na Barbadosu